# 譯林出版社
譯林出版社是中华人民共和国江蘇省的一家出版社，1988年成立，2009年转企改制，现为鳳凰出版傳媒集團旗下出版社，主要出版物是世界各國文學作品的漢譯和刊物《譯林》、《英語新世紀》以及中小学英语教科书。

## 出版物
- 《中午的黑暗》（董乐山譯）
- 《尤利西斯》（蕭乾、文潔若譯）
- 《追憶似水年華》（李恒基等譯）
- 《古希臘悲劇喜劇全集》（張竹明、王煥生譯）
- 《發現之旅》番外篇（景昭、徐和瑾等譯）

## 外部連結
- 譯林出版社（页面存档备份，存于）